# サンタルカンジェロ
サンタルカンジェロ（イタリア語: Sant'Arcangelo）は、イタリア共和国バジリカータ州ポテンツァ県にある、人口約6,400人の基礎自治体（コムーネ）。

## 地理

### 位置・広がり

#### 隣接コムーネ
隣接するコムーネは以下の通り。括弧内のMTはマテーラ県所属を示す。
- アリアーノ (MT)
- コロブラーロ (MT)
- ロッカノーヴァ
- セニーゼ
- スティリアーノ (MT)
- トゥルシ (MT)